# Černovírská kyselka
Černovírská kyselka je uhličitý minerální pramen, který vyvěrá v Černovírském lese u obce Chválkovice, místní části města Olomouc v Hornomoravském úvalu v Olomouckém kraji a v regionu Haná.

## Další informace
Pramen vznikl z průzkumného vrtu z roku 1958. Voda má vysoký obsah oxidu uhličitého (až 484 mg/l), železa (ař 8 mg/l) a manganu (až 1,5 mg/l). Výrazně se projevuje také výskyt sirovodíku, který dodává pramenu charakteristickou příchuť zkažených vajec. Chemické složení vody má projímavý účinek na lidský organismus a proto byl pramen hojně využíván v okolí. Voda vytéká z nerezového potrubí a je jedním z vodních zdrojů Černovírského slatiniště. Pramen je celoročně volně přístupný. Voda z pramene je pitná.

## Galerie

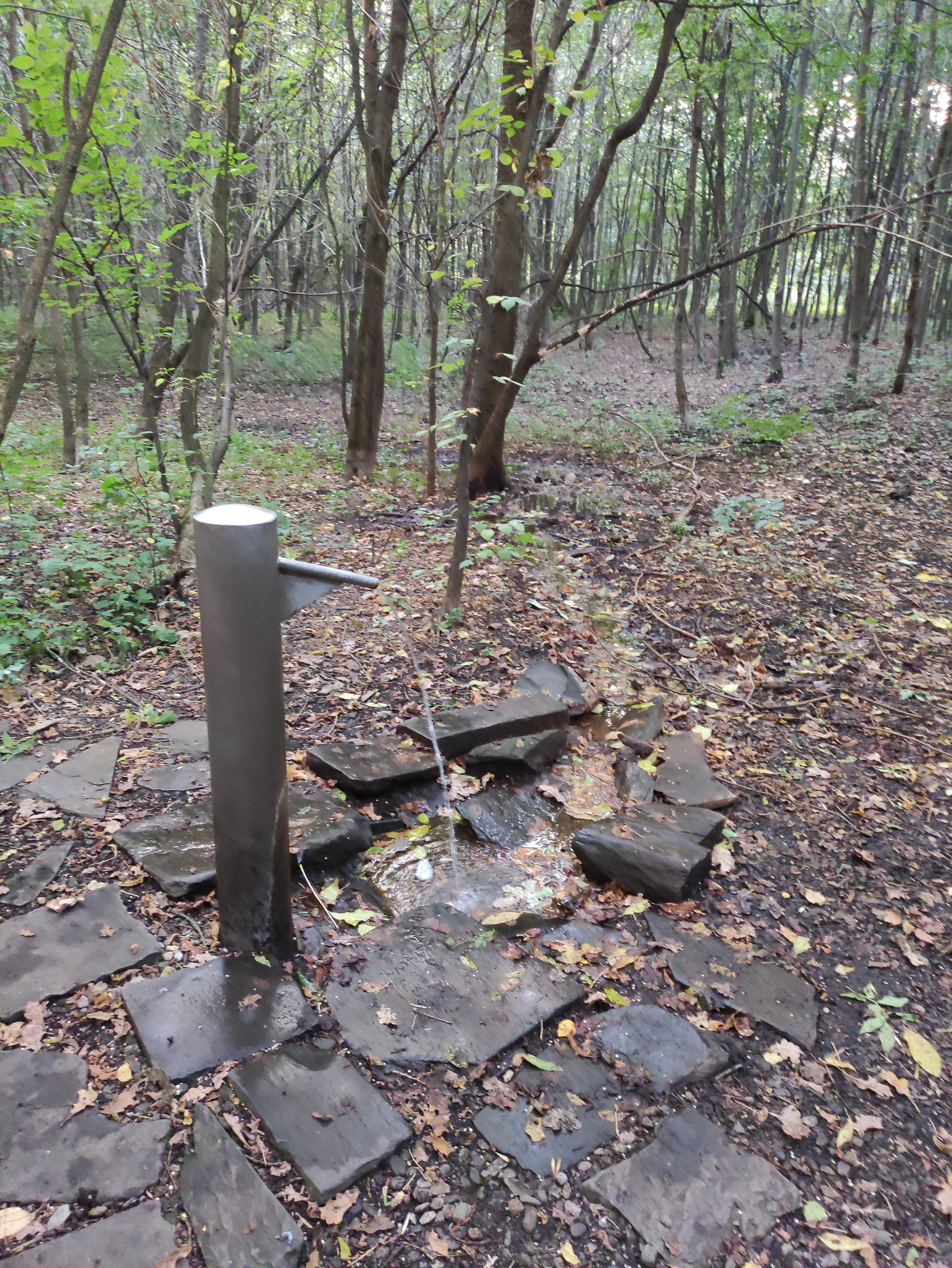